# Tommaso (prefetto del pretorio)
Tommaso (fl. VI secolo) è stato un politico bizantino vissuto nel VI secolo.

## Biografia
All'inizio degli anni 560 era prefetto del pretorio d'Africa (probabilmente dal 563 al 565 circa) e contribuì, durante il suo mandato a pacificare la prefettura, ricevendo gli elogi di Flavio Cresconio Corippo in un poema panegirico dedicato all'Imperatore Giustino II:
(Corippo, In laudum Iustini minori augustis, I,18-21.)
Il panegirico allude probabilmente alla rivolta dei Mauri nel 563: nel gennaio di quell'anno il magister militum Giovanni Rogatino uccise il leader dei Mauri Coutzinas dopo aver rifiutato di pagargli la pensione annuale che era solito ricevere, e questo portò a una sollevazione dei Mauri, che venne sedata da Marciano, un nipote di Giustiniano inviato da Costantinopoli in Africa per reprimere la rivolta; probabilmente Tommaso arrivò in Africa come prefetto del pretorio al seguito di Marciano e contribuì a sedare la rivolta. Tommaso era uno dei dignitari di corte che avevano persuaso Corippo a comporre il poema panegirico (databile all'inizio del regno di Giustino II, 565/566), e questo suggerisce che all'epoca della composizione dei versi fosse tornato a Costantinopoli; dal fatto che Corippo non fa menzione a incarichi, a differenza degli altri dignitari di corte che cita nel poema, si può dedurre che Tommaso non era più in carica.
Iscrizioni attestano che fu per una seconda volta prefetto del pretorio d'Africa sotto i regni di Giustino II (565-578) e Tiberio II (578-582). Non è da escludere che sia stato assunto una seconda volta dopo i problemi in Africa recati in Africa alle truppe imperiali dal re mauro Garmul - che tra il 569 e il 571 aveva vinto di seguito e ucciso tre comandanti imperiali -, nella speranza che, vista la sua fama come restauratore della pace in Africa, sarebbe riuscito a risolvere il problema Garmul, alla fine ucciso nel 579 dal magister militum Gennadio. Durante il suo mandato, realizzò opere edilizie.